# Liste der Mathematical-Games-Kolumnen von Martin Gardner
Dies ist eine Liste der Mathematical-Games-Kolumnen von Martin Gardner. Über einen Zeitraum von 24 Jahren (Januar 1957 – Dezember 1980) schrieb Martin Gardner 288 aufeinanderfolgende „Mathematical Games“-Kolumnen (Mathematische Spiele) für Scientific American-Magazine. Anschließend wechselte er sich mit anderen Autoren ab und produzierte 9 weitere unter diesem Titel (Februar 1981 – Juni 1986), auf insgesamt 297. Diese sind in der chronologischen Reihenfolge unten aufgeführt.
Die Themen von zwölf der Kolumnen stellten den Titel-Artikel für das Magazin in dem Monat, in dem sie veröffentlicht wurden. Diese Spalten sind in der folgenden Tabelle mit dem Wort „Cover“ und einem Link zur zugehörigen Titelseite gekennzeichnet.

## Übersicht
| Datum      | Titel (Übersetzung) |
| ---------- | --- |
| 1957 Jan.  | A new kind of magic square with remarkable properties (Eine neue Art von Magischem Quadrat mit bemerkenswerten Eigenschaften) |
| 1957 Feb.  | An assortment of maddening puzzles (Eine Auswahl an verrückten Rätseln) |
| 1957 März  | Some old and new Versions of Tic-tac-toe (Einige alte und neue Versionen von Tic-Tac-Toe) |
| 1957 Apr.  | Paradoxes dealing with birthdays, playing cards, coins, crows and red-haired typists (Paradoxien mit Geburtstagen, Spielkarten, Münzen, Krähen und rothaarigen Schreibkräften)                                                               |
| 1957 Mai   | About the remarkable similarity between the Icosian Game and the Tower of Hanoi (Über die bemerkenswerte Ähnlichkeit zwischen den Spielen Eine Reise um die Welt und Türme von Hanoi)                                                        |
| 1957 Juni  | Curious figures descended from the Möbius band, which has only one side and one edge (Aus dem Möbius-Band mit nur einer Seite und einer Kante entstandene seltsame Figuren)                                                                  |
| 1957 Juli  | Concerning the game of Hex, which Mai be played on the tiles of the bathroom floor (Zum Hex-Spiel, das man auf den Kacheln des Badezimmerbodens spielen kann)                                                                                |
| 1957 Aug.  | The life and work of Sam Loyd, a mighty inventor of puzzles (Das Leben und Werk von Sam Loyd, einem gewaltigen Erfinder von Rätseln) |
| 1957 Sep.  | Concerning various card tricks with a mathematical message (Über verschiedene Kartentricks mit einer mathematischen Botschaft) |
| 1957 Okt.  | How to remember numbers by mnemonic devices such as cuff links and red zebras (Wie man sich Zahlen mit mnemonischen Hilfsmitteln wie Manschettenknöpfen und roten Zebras merkt)                                                              |
| 1957 Nov.  | Nine titillating puzzles (Neun kitzlige Rätsel) |
| 1957 Dez.  | More about complex dominoes (Mehr über komplexe Dominospiele) |
| 1958 Jan.  | A collection of tantalizing fallacies of mathematics (Eine Sammlung verlockender Trugschlüsse) |
| 1958 Feb.  | Concerning the game of Nim and its mathematical analysis (Zum Nim-Spiel und seiner mathematische Analyse) |
| 1958 März  | About left- and right-handedness, mirror images and kindred matters (Über Links- und Rechtshändigkeit, Spiegelbilder und verwandte Angelegenheiten)                                                                                          |
| 1958 Apr.  | Concerning the celebrated puzzle of five sailors, a monkey and a pile of coconuts (Über das berühmte Rätsel von fünf Matrosen, einem Affen und einem Haufen Kokosnüsse)                                                                      |
| 1958 Mai   | About tetraflexagons and tetraflexagation (Über Tetraflexagons und Tetraflexagierung) |
| 1958 Juni  | About Henry Ernest Dudeney, a brilliant creator of puzzles (Über Henry Ernest Dudeney, einen brillanten Rätselerfinder) |
| 1958 Juli  | Some diverting tricks which involve the concept of numerical congruence (Einige amüsante Tricks, die das Konzept der Zahlenkongruenzen verwenden)                                                                                            |
| 1958 Aug.  | A third collection of “brain-teasers” (Eine dritte Sammlung von harten Nüssen) |
| 1958 Sept. | A game in which standard pieces composed of cubes are assembled into larger forms (Ein Spiel in dem Standard-Somawürfel größere Formen aufbauen)                                                                                             |
| 1958 Okt.  | Four mathematical diversions involving concepts of topology (Vier mathematische Zerstreuungen, die Konzepte der Topologie benutzen) |
| 1958 Nov.  | How rectangles, including squares, can be divided into squares of unequal size (Wie Rechtecke, einschließlich Quadraten, in Quadrate ungleicher Größe zerlegt werden können) – Cover                                                         |
| 1958 Dez.  | Diversions which involve the five Platonic solids (Zerstreuungen, die die fünf platonischen Körper benutzen) |
| 1959 Jan.  | About mazes and how they can be traversed (Über Irrgärten und wie sie durchquert werden können) |
| 1959 Feb.  | “Brain-teasers” that involve formal logic (Harte Nüsse, die formale Logik benötigen) |
| 1959 März  | Concerning the properties of various magic squares (Zu den Eigenschaften verschiedener magischer Quadrate) |
| 1959 Apr.  | The mathematical diversions of a fictitious carnival man (Die mathematischen Unterhaltungen eines fiktiven Karnevalisten) |
| 1959 Mai   | Another collection of “brain-teasers” (Weitere Sammlung von harten Nüssen) |
| 1959 Juni  | An inductive card game (Ein induktives Kartenspiel) |
| 1959 Juli  | About Origami, the Japanese art of folding objects out of paper (Über Origami, die japanische Kunst des Papierfaltens) |
| 1959 Aug.  | About phi, an irrational number that has some remarkable geometrical expressions (Über den Goldenen Schnitt, eine irrationale Zahl die einige bemerkenswerte geometrische Anwendungen hat)                                                   |
| 1959 Sept. | Concerning mechanical puzzles, and how an enthusiast has collected 2,000 of them (Über mechanische Geduldspiele und wie ein Fan 2000 von ihnen sammelte)                                                                                     |
| 1959 Okt.  | Problems involving questions of probability and ambiguity (Probleme zu Fragen der Wahrscheinlichkeitstheorie und Zweideutigkeit) |
| 1959 Nov.  | How three modern mathematicians disproved a celebrated conjecture of Leonhard Euler (Wie zwei moderne Mathematiker eine berühmte Vermutung von Leonhard Euler widerlegten) – Cover                                                           |
| 1959 Dez.  | Diversions that clarify group theory, particularly by the weaving of braids (Abschweifungen die die Gruppentheorie erläutern, speziell Flechtmuster)                                                                                         |
| 1960 Jan.  | A fanciful dialogue about the wonders of numerology (Ein phantastischer Dialog über die Wunder der Numerologie) |
| 1960 Feb.  | A fifth collection of “brain-teasers” (Eine fünfte Sammlung von Knobelaufgaben) |
| 1960 März  | The games and puzzles of Lewis Carroll (Die Spiele und Rätsel von Lewis Carroll) |
| 1960 Apr.  | About mathematical games that are played on boards (Über mathematische Brettspiele) |
| 1960 Mai   | Reflections on the packing of spheres (Überlegungen über das Packen von Kugeln) |
| 1960 Juni  | Recreations involving folding and cutting sheets of paper (Unterhaltung mittels Falten und Schneiden von Papierseiten) |
| 1960 Juli  | Incidental information about the extraordinary number pi (Informationen zur außerordentlichen Zahl Pi) |
| 1960 Aug.  | An imaginary dialogue on “mathemagic”: tricks based on mathematical principles (Imaginärer Dialog über Mathemagie; Zaubertricks die auf mathematischen Prinzipien beruhen)                                                                   |
| 1960 Sept. | The celebrated four-color map problem of topology (Der berühmte Vier-Farben-Satz der Topologie) |
| 1960 Okt.  | A new collection of “brain-teasers” (Eine neue Sammlung von Knobelaufgaben) |
| 1960 Nov.  | More about the shapes that can be made with complex dominoes (Mehr über die Muster, die mit Polyominoes erzeugt werden können) |
| 1960 Dez.  | Some recreations involving the binary number system (Einige Spielereien mit dem Dualsystem) |
| 1961 Jan.  | In which the author chats again with Dr. Matrix, numerologist extraordinary (Wo der Autor wieder mit dem außerordentlichen Numerologen Dr. Matrix plaudert)                                                                                  |
| 1961 Feb.  | Diversions that involve one of the classic conic sections: the ellipse (Zerstreuungen, die einen der klassischen Kegelschnitte involvieren: die Ellipse)                                                                                     |
| 1961 März  | How to play dominoes in two and three dimensions (Wie man in zwei und drei Dimensionen Domino spielt) |
| 1961 Apr.  | Concerning the diversions in a new book on geometry (Über die Unterhaltungsmathematik in einem neuen Buch über Geometrie) – Cover |
| 1961 Mai   | In which the editor of this department meets the legendary Bertrand Apollinax (In der der Autor dieser Kolumne den berühmten Bertrand Apollinax trifft)                                                                                      |
| 1961 Juni  | A new collection of “brain teasers” (Eine neue Sammlung von „harten Nüssen“) |
| 1961 Juli  | Some diverting mathematical board games (Einige unterhaltsame mathematische Brettspiele) |
| 1961 Aug.  | Some entertainments that involve the calculus of finite differences (Einige Unterhaltungen, die den Kalkül der endlichen Differenzen verwenden)                                                                                              |
| 1961 Sept. | Surfaces with edges linked in the same way as the three rings of a well-known design (Oberflächen mit Kanten, die auf dieselbe Weise wie die Ringe eines bekannten Designs verbunden sind)                                                   |
| 1961 Okt.  | Diversions that involve the mathematical constant “e” (Unterhaltungen mit der Eulerschen Zahl) |
| 1961 Nov.  | Wherein geometrical figures are dissected to make other figures (In der geometrische Figuren zerteilt werden um andere Figuren zu erzeugen)                                                                                                  |
| 1961 Dez.  | On the theory of probability and the practice of gambling (Über Wahrscheinlichkeitstheorie und die Praxis des Glücksspiels) |
| 1962 Jan.  | An adventure in hyperspace at the Church of the Fourth Dimension (Ein Abenteuer im Hyperraum der Kirche der Vierten Dimension) |
| 1962 Feb.  | A clutch of diverting problems (Eine Sammlung von Unterhaltungsproblemen) |
| 1962 März  | How to build a game-learning machine and teach it to play and win (Wie man eine spielelernende Maschine baut und ihr beibringt, zu spielen und zu gewinnen)                                                                                  |
| 1962 Apr.  | About three types of spirals and how to construct them (Über drei Arten von Spiralen und wie man sie konstruiert) |
| 1962 Mai   | Symmetry and asymmetry and the strange world of upside-down art (Symmetrie und Asymmetrie in der seltsamen Welt von vertauschtem oben und unten)                                                                                             |
| 1962 Juni  | The game of solitaire and some variations and transformations (Das Solitärspiel und einige Variationen und Transformationen) |
| 1962 Juli  | Fiction about life in two dimensions (Literatur über das Leben in zwei Dimensionen) |
| 1962 Aug.  | A variety of diverting tricks collected at a fictitious convention of magicians (Eine Reihe von unterhaltsamen Tricks gesammelt auf einer fiktiven Zauberer-Konferenz)                                                                       |
| 1962 Sept. | Tests that show whether a large number can be divided by a number from 2 to 12 (Tests die zeigen ob eine große Zahl durch eine Zahl von 2 bis 12 geteilt werden kann)                                                                        |
| 1962 Okt.  | A collection of puzzles involving numbers, logic, and probability (Eine Sammlung von Rätseln mit Zahlen, Logik und Wahrscheinlichkeit) |
| 1962 Nov.  | Some puzzles based on checkerboards (Einige Rätsel, die auf dem Schachbrett basieren) |
| 1962 Dez.  | Some simple tricks and manipulations from the ancient lore of string play (Einige einfache Tricks und Manipulationen des alten Fadenspiels)                                                                                                  |
| 1963 Jan.  | The author pays his annual visit to Dr. Matrix, the numerologist |
| 1963 Feb.  | Curves of constant width, one of which makes it possible to drill square holes (Kurven konstanter Breite, von denen eine das Bohren quadratischer Löcher ermöglicht)                                                                         |
| 1963 März  | A new paradox, and variations on it, about a man condemned to be hanged (Ein neues Paradox und Variationen davon über einen Mann, der zum Tod durch Erhängen verurteilt wurde)                                                               |
| 1963 Apr.  | A bit of foolishness for April Fools’ Day (Ein paar Narreteien zum ersten April) |
| 1963 Mai   | On rep-tiles, polygons that can make larger and smaller copies of themselves (Über Rep-Tiles, Polygone die vergrößerte und verkleinerte Kopien ihrer selbst erzeugen)                                                                        |
| 1963 Juni  | A discussion of helical structures, from corkscrews to DNA molecules (Eine Diskussion von Helix-Strukturen, von Korkenziehern bis DNA Molekülen)                                                                                             |
| 1963 Juli  | Topological diversions, including a bottle with no inside or outside (Topologische Zerstreuungen, einschließlich einer Flasche ohne Inneres oder Äußeres)                                                                                    |
| 1963 Aug.  | Permutations and paradoxes in combinatorial mathematics (Permutationen und Paradoxa in kombinatorischer Mathematik) |
| 1963 Sept. | How to solve puzzles by graphing the rebounds of a bouncing ball (Wie man Rätsel löst durch graphische Darstellung der Abpraller von Flummi-Bällen)                                                                                          |
| 1963 Okt.  | About two new and two old mathematical board games (Über zwei neue und zwei alte mathematische Brettspiele) |
| 1963 Nov.  | A mixed bag of problems (Ein vermischter Sack von Problemen) |
| 1963 Dez.  | How to use the odd-even check for tricks and problem-solving (Wie man die Parität Gerade-Ungerade für Zaubertricks und Probleme nutzt) |
| 1964 Jan.  | Presenting the one and only Dr. Matrix, numerologist, in his annual performance (Der einzigartige Dr. Matrix, Numerologe, in seiner jährlichen Vorstellung)                                                                                  |
| 1964 Feb.  | The hypnotic fascination of sliding-block puzzles (Die hypnotische Faszination von Puzzles mit verschiebbaren Klötzen) |
| 1964 März  | The remarkable lore of the prime numbers (Die bemerkenswerte Welt der Primzahlen) – Cover |
| 1964 Apr.  | Various problems based on planar graphs, or sets of “vertices” connected by “edges” (Verschiedene Probleme über planare Graphen order Mengen von Ecken verbunden mit Kanten)                                                                 |
| 1964 Mai   | The tyranny of 10 overthrown with the ternary number system (Die Tyrannei der 10 überwunden mit dem ternären Zahlensystem) |
| 1964 Juni  | A collection of short problems and more talk of prime numbers (Eine Sammlung kurzer Probleme und mehr über Primzahlen) |
| 1964 Juli  | Curious properties of a cycloid curve (Kuriose Eigenschaften einer Zykloide) |
| 1964 Aug.  | Concerning several magic tricks based on mathematical principles (Über einige Zaubertricks nach mathematischen Prinzipien) |
| 1964 Sept. | Puns, palindromes and other word games that partake of the mathematical spirit (Spitzen, Palindrome und andere Wortspiele im mathematischen Geist)                                                                                           |
| 1964 Okt.  | Simple proofs of the Pythagorean theorem, and sundry other matters (Einfache Beweise des Satzes von Pythagoras und anderes) |
| 1964 Nov.  | Some paradoxes and puzzles involving infinite series and the concept of limit (Einige Paradoxa und Rätsel mit unendlichen Reihen und dem Konzept des Grenzwerts)                                                                             |
| 1964 Dez.  | On polyiamonds: shapes that are made out of equilateral triangles (Über Polyiamonde: Formen die aus gleichseitigen Dreiecken gebildet werden)                                                                                                |
| 1965 Jan.  | Some comments by Dr. Matrix on symmetries and reversals (Einige Kommentare von Dr. Matrix zu Symmetrien und Umkehrungen) |
| 1965 Feb.  | Tetrahedrons in nature and architecture, and puzzles involving this simplest polyhedron (Tetrahedra in Natur und Architektur, und Rätsel über diesen einfachsten Polyeder)                                                                   |
| 1965 März  | A new group of short problems (Eine neue Gruppe kurzer Probleme) |
| 1965 Apr.  | The infinite regress in philosophy, literature and mathematical proof (Der infinite Regress in Philosophie, Literatur und mathematischen Beweisen)                                                                                           |
| 1965 Mai   | The lattice of integers considered as an orchard or a billiard table (Das Gitter ganzer Zahlen als Garten oder Billardtisch) |
| 1965 Juni  | Some diversions and problems from Mr. O’Gara, the postman (Einige Unterhaltungen und Probleme von Herrn O’Gara, Briefzusteller bei der Post)                                                                                                 |
| 1965 Juli  | On the relation between mathematics and the ordered patterns of Op art (Einige Verbindungen von Mathematik zu den geordneten Mustern der Op-Art) – Cover                                                                                     |
| 1965 Aug.  | Thoughts on the task of communication with intelligent organisms on other worlds (Gedanken über die Aufgabe der Kommunikation mit intelligenten Organismen in anderen Welten)                                                                |
| 1965 Sept. | The superellipse: a curve that lies between the ellipse and the rectangle (Die Superellipse: eine Kurve, die zwischen der Ellipse und dem Rechteck liegt)                                                                                    |
| 1965 Okt.  | Pentominoes and polyominoes: five games and a sampling of problems (Pentominoes und Polyominoes: fünf Spiele und eine Sammlung von Problemen)                                                                                                |
| 1965 Nov.  | A selection of elementary word and number problems (Eine Auswahl elementarer Wort- und Zahlenprobleme) |
| 1965 Dez.  | Magic stars, graphs and polyhedrons (Magische Sterne, Graphen und Polyeder) |
| 1966 Jan.  | Dr. Matrix returns, now in the guise of a neo-Freudian psychonumeralist (Dr. Matrix kommt zurück, nun in der Verkleidung eines neofreudschen Psychonumeralisten)                                                                             |
| 1966 Feb.  | Recreational numismatics, or a purse of coin puzzles (Unterhaltungsnumismatik, oder eine Börse mit Münzenrätseln) |
| 1966 März  | The hierarchy of infinities and the problems it spawns (Die Hierarchie der Unendlichkeiten und die Probleme, die sie verursacht) |
| 1966 Apr.  | The eerie mathematical art of Maurits C. Escher (Die unheimliche mathematische Kunst von M. C. Escher) |
| 1966 Mai   | How to cook a puzzle, or mathematical one-uppery (Wie man ein Rätsel erzeugt, oder mathematischer Überbau) |
| 1966 Juni  | The persistence (and futility) of efforts to trisect the angle (Die Hartnäckigkeit (und Sinnlosigkeit) von Bemühungen zum Dreiteilen von Winkeln)                                                                                            |
| 1966 Juli  | Freud’s friend Wilhelm Fliess and his theory of male and female life cycles (Freuds Freund Wilhelm Fließ und seine Theorie der männlichen und weiblichen Lebenszyklen)                                                                       |
| 1966 Aug.  | Puzzles that can be solved by reasoning based on elementary physical principles (Rätsel die durch physikalische Überlegungen gelöst werden können)                                                                                           |
| 1966 Sept. | The problem of Mrs. Perkins’ quilt (Das Problem von Mrs. Perkins Quilt) |
| 1966 Okt.  | Can the shuffling of cards (and other apparently random events) be reversed? (Kann das Kartenmischen (und andere anscheinend zufällige Ereignisse) rückgängig gemacht werden?)                                                               |
| 1966 Nov.  | Is it possible to visualize a four-dimensional figure? (Ist es möglich, eine vier-dimensionale Figur zu visualisieren?) |
| 1966 Dez.  | The multiple charms of Pascal’s triangle (Die vielen Attraktivitäten des Pascalschen Dreiecks) |
| 1967 Jan.  | Dr. Matrix delivers a talk on acrostics (Dr. Matrix spricht über Akrostichone) |
| 1967 Feb.  | Mathematical strategies for two-person contests (Mathematische Strategien für Zwei-Personen-Wettbewerbe) |
| 1967 März  | An array of problems that can be solved with elementary mathematical techniques (Über Probleme die mit elementaren mathematischen Techniken gelöst werden können)                                                                            |
| 1967 Apr.  | The amazing feats of professional mental calculators, and some tricks of the trade (Die erstaunlichen Leistungen von Kopfrechenkünstlern und einiger ihrer Tricks)                                                                           |
| 1967 Mai   | Cube-root extraction and the calendar trick, or how to cheat in mathematics (Ziehen von Kubikwurzeln und der Kalender-Trick, oder: wie man in der Mathematik betrügt)                                                                        |
| 1967 Juni  | The polyhex and the polyabolo, polygonal jigsaw puzzle pieces (Polyhex und das Polyabolo, polygonale Stücke von Zerlegungspuzzeln) |
| 1967 Juli  | Of sprouts and Brussels sprouts, games with a topological flavor (Über Sprouts und Brüssel-Sprouts, Spiele von topologischer Natur) |
| 1967 Aug.  | In which a computer prints out mammoth polygonal factorials (In der ein Computer gewaltige polygonale Fakultäten ausdruckt) |
| 1967 Sept. | Double acrostics, stylized Victorian ancestors of today’s crossword puzzle (Doppel-Akrostichone, stilisierte Viktorianische Vorläufer heutiger Kreuzworträtsel)                                                                              |
| 1967 Okt.  | Problems that are built on the knight’s move in chess (Probleme mit dem Springer im Schach) |
| 1967 Nov.  | A mixed bag of logical and illogical problems to solve (Eine Mischung logischer und unlogischer Probleme) |
| 1967 Dez.  | Game theory is applied (for a change) to games (Spieltheorie angewandt (zur Abwechslung) auf Spiele) |
| 1968 Jan.  | The beauties of the square, as expounded by Dr. Matrix to rehabilitate the hippie (Die Schönheiten des Quadrats, erklärt von Dr. Matrix um den Hippie zu rehabilitieren)                                                                     |
| 1968 Feb.  | Combinatorial problems involving tree graphs and forests of trees (Kombinatorische Probleme mit Baumgraphen und Wäldern) |
| 1968 März  | A short treatise on the useless elegance of perfect numbers and amicable pairs (Eine kurze Abhandlung über die nutzlose Eleganz vollkommener und befreundeter Zahlen)                                                                        |
| 1968 Apr.  | Puzzles and tricks with a dollar bill (Puzzles und Tricks mit einer Dollarnote) |
| 1968 Mai   | Circles and spheres, and how they kiss and pack (Kreise und Sphären und wie sie sich küssen und packen) |
| 1968 Juni  | Combinatorial possibilities in a pack of shuffled cards (Kombinatorische Möglichkeiten des Kartenmischens) |
| 1968 Juli  | On the meaning of randomness and some ways of achieving it (Über die Bedeutung von Zufälligkeit und Wege diese zu erzeugen) |
| 1968 Aug.  | An array of puzzles and tricks, with a few traps for the unwary (Eine Sammlung von Puzzles und Tricks, mit einigen Fallen für den Unbedarften)                                                                                               |
| 1968 Sept. | Counting systems and the relationship between numbers and the real world (Zahlensysteme und die Verbindung von Zahlen zur realen Welt) |
| 1968 Okt.  | MacMahon’s color triangles and the joys of fitting them together (MacMahons Farbdreiecke und der Spaß sie aneinander zu fügen) |
| 1968 Nov.  | On the ancient lore of dice and the odds against making a point (Über das alte Würfelspiel und die Chancen gegen den Spieler) |
| 1968 Dez.  | The world of the Möbius strip: endless, edgeless and one-sided (Die Welt des Möbiusbandes: endlos, kantenlos und einseitig) |
| 1969 Jan.  | Dr. Matrix gives his explanation of why Mr. Nixon was elected President (Dr. Matrix erklärt, warum Herr Nixon zum Präsidenten gewählt wurde)                                                                                                 |
| 1969 Feb.  | Boolean algebra, Venn diagrams and the propositional calculus (Boolesche Algebra, Venn-Diagramme und die Aussagenlogik) |
| 1969 März  | The multiple fascinations of the Fibonacci sequence (Die vielen Faszinationen der Fibonacci-Folge) |
| 1969 Apr.  | An octet of problems that emphasize gamesmanship, logic and probability (Acht Probleme über Spieler, Logik und Wahrscheinlichkeit) |
| 1969 Mai   | The rambling random walk and its gambling equivalent (Die Irrfahrt und ihr Äquivalent beim Glücksspiel) |
| 1969 Juni  | Random walks, by semidrunk bugs and others, on the square and on the cube (Irrfahrten von einem halb Betrunkenen und anderen, auf dem Quadrat und im Kubus)                                                                                  |
| 1969 Juli  | Tricks, games and puzzles that employ matches as counters and line segments (Tricks, Spiele und Rätsel mit Streichhölzern zum Zählen und als Liniensegmente)                                                                                 |
| 1969 Aug.  | Simplicity as a scientific concept: Does nature keep her accounts on a thumbnail? (Einfachheit eines naturwissenschaftlichen Konzepts: macht die Natur Buchhaltung auf einem Daumennagel ?)                                                  |
| 1969 Sept. | Geometric constructions with a compass and a straightedge, and also with a compass alone (Geometrische Konstruktionen mit Zirkel und einem rechten Winkel)                                                                                   |
| 1969 Okt.  | A numeranalysis by Dr. Matrix of the lunar flight of Apollo 11 (Eine Zahlen-Analyse von Dr. Matrix über den Mondflug von Apollo 11) |
| 1969 Nov.  | A new pencil-and-paper game based on inductive reasoning (Ein neues Spiel mit Bleistift und Papier basierend auf induktiver Schlussweise) – Cover                                                                                            |
| 1969 Dez.  | A handful of combinatorial problems based on dominoes (Eine Handvoll Probleme mit Dominosteinen) |
| 1970 Jan.  | The abacus: primitive but effective digital computer (Der Abakus, ein primitiver aber effektiver Digitalcomputer) |
| 1970 Feb.  | Nine new puzzles to solve (Neun neue Rätsel) |
| 1970 März  | Cyclic numbers and their properties (Zyklische Zahlen und ihre Eigenschaften) |
| 1970 Apr.  | Some mathematical curiosities embedded in the solar system (Einige mathematische Merkwürdigkeiten im Sonnensystem) |
| 1970 Mai   | Of optical illusions, from figures that are undecidable to hot dogs that float (Optische Täuschungen, von unentscheidbaren Figuren bis zu schwimmenden Hot Dogs)                                                                             |
| 1970 Juni  | Elegant triangle theorems not to be found in Euclid (Elegante Sätze über Dreiecke, die man nicht bei Euklid findet) |
| 1970 Juli  | Diophantine analysis and the problem of Fermat’s legendary last theorem (Diophantische Gleichungen und das Problem von Fermats berühmter letzter Vermutung)                                                                                  |
| 1970 Aug.  | Backward run numbers, letters, words and sentences until boggles the mind (Rückwärts bei Zahlen, Buchstaben, Wörtern und Sätzen bis der Kopf schwirrt)                                                                                       |
| 1970 Sept. | On the cyclical curves generated by wheels that roll along wheels (Über die Zykloide erzeugt von rollenden Rädern) |
| 1970 Okt.  | The fantastic combinations of John Conway’s new solitaire game “life” (Die fantastischen Kombinationen von John Conways neuem Solitair-Spiel Life)                                                                                           |
| 1970 Nov.  | A new collection of short problems and the answers to some of “life’s” (Eine neue Sammlung kurzer Probleme und Lösungen zu Life) |
| 1970 Dez.  | The paradox of the nontransitive dice and the elusive principle of indifference (Das Paradox des intransitiven Würfels und das schwer greifbare Prinzip der Indifferenz)                                                                     |
| 1971 Jan.  | Lessons from Dr. Matrix in chess and numerology (Lektionen von Dr. Matrix in Schach und Numerologie) |
| 1971 Feb.  | On cellular automata, self-reproduction, the Garden of Eden and the game “life” (Über zelluläre Automaten, Selbstreproduktion, den Garten Eden und das Spiel „Life“) – Cover                                                                 |
| 1971 März  | The orders of infinity, the topological nature of dimension and “supertasks” (Die Ordnungen des Unendlichen und die topologische Natur der Dimension und Supertasks)                                                                         |
| 1971 Apr.  | Geometric fallacies: hidden errors pave the road to absurd conclusions (Geometrische Fallen: verstecke Fehler pflastern den Weg zu absurden Schlussfolgerungen)                                                                              |
| 1971 Mai   | The combinatorial richness of folding a piece of paper (Die kombinatorische Vielfalt im Falten eines Stücks Papier) |
| 1971 Juni  | The Turing game and the question it presents: Can a computer think? (Der Turing-Test und die Frage, die er aufwirft: Kann ein Computer denken?)                                                                                              |
| 1971 Juli  | Quickie problems: not hard, but look out for the curves (Quickie-Probleme: nicht schwer, beachte aber die Kurven) |
| 1971 Aug.  | Ticktacktoe and its complications (Tic-Tac-Toe und seine Komplikationen) |
| 1971 Sept. | The plaiting of Plato’s polyhedrons and the asymmetrical yin-yang-lee (Das Plätten von Platos Polyedern und das asymmetrische Yin-Yang-Lee)                                                                                                  |
| 1971 Okt.  | New puzzles from the game of Halma, the noble ancestor of Chinese checkers (Neue Puzzle mit dem Spiel Halma, dem edlen Vorläufer von chinesischem Damespiel)                                                                                 |
| 1971 Nov.  | Advertising premiums to beguile the mind: classics by Sam Loyd, master puzzle-poser (Werbung um den Geist zu verführen: Klassiker von Sam Loyd, dem Meister-Rätselerfinder)                                                                  |
| 1971 Dez.  | Further encounters with touching cubes, and the paradoxes of Zeno as “supertasks” (Weitere Begegnungen mit Kuben, und dem Paradoxon von Zenon als Superaufgabe)                                                                              |
| 1972 Jan.  | How to triumph at nim by playing safe, and John Horton Conway’s game “Hackenbush” (Wie man bei Nim siegt durch vorsichtiges Spiel, und John Horton Conways Spiel Hackenbush)                                                                 |
| 1972 Feb.  | Dr. Matrix poses some heteroliteral puzzles while peddling perpetual motion in Houston (Dr. Matrix stellt einige mehrdeutige Worträtsel während er in Houston mit Perpetuum Mobiles hausieren geht)                                          |
| 1972 März  | The graceful graphs of Solomon Golomb, or how to number a graph parsimoniously (Die schönen Graphen von Solomon Golomb, oder wie man einen Graphen sparsam nummeriert)                                                                       |
| 1972 Apr.  | A topological problem with a fresh twist, and eight other new recreational puzzles (Ein topologisches Problem mit einer neuen Wendung und acht andere neue Unterhaltungsmathematik-Rätsel)                                                   |
| 1972 Mai   | Challenging chess tasks for puzzle buffs and answers to the recreational problems (Herausfordernde Schachaufgaben für Rätselfreunde und Antworten auf Probleme der Unterhaltungsmathematik)                                                  |
| 1972 Juni  | A miscellany of transcendental problems: simple to state but not at all easy to solve (Verschiedene transzendente Probleme: einfach zu stellen aber überhaupt nicht einfach zu lösen) auch enthalten: kurze Beschreibung vom Collatz-Problem |
| 1972 Juli  | Amazing mathematical card tricks that do not require prestidigitation (Erstaunliche mathematische Kartentricks, die keine Vorführung benötigen)                                                                                              |
| 1972 Aug.  | The curious properties of the Gray code and how it can be used to solve puzzles (Die merkwürdigen Eigenschaften des Gray Codes und wie er zum Lösen von Rätseln benutzt werden kann)                                                         |
| 1972 Sept. | Pleasurable problems with polycubes, and the winning strategy for Slither (Unterhaltsame Probleme mit Polywürfeln und eine Gewinnstrategie für Slither)                                                                                      |
| 1972 Okt.  | Why the long arm of coincidence is usually not as long as it seems (Warum der lange Arm der Koinzidenz meist nicht so lang ist wie es scheint)                                                                                               |
| 1972 Nov.  | On the practical uses and bizarre abuses of Sir Francis Bacon’s biliteral cipher (Über die praktischen und bizarren Anwendungen der Geheimschrift von Sir Francis Bacon)                                                                     |
| 1972 Dez.  | Knotty problems with a two-hole torus (Knotige Probleme mit einem Torus mit zwei Löchern) |
| 1973 Jan.  | Sim, Chomp and Race Track: new games for the intellect (and not for Lady Luck) (Sim, Chomp, Race Track: neue Spiele für den Intellekt (und nicht für Lady Luck))                                                                             |
| 1973 Feb.  | Up-and-down elevator games and Piet Hein’s mechanical puzzles (Spiele mit auf- und abfahrenden Fahrstühlen und Piet Heins mechanische Geduldspiele)                                                                                          |
| 1973 März  | The calculating rods of John Napier, the eccentric father of the logarithm (Die Rechenstäbe von John Napier, der exzentrische Vater der Logarithmen)                                                                                         |
| 1973 Apr.  | How to turn a chessboard into a computer and to calculate with negabinary numbers (Wie man ein Schachbrett in einen Computer verwandelt für das Berechnen von negabinären Zahlen)                                                            |
| 1973 Mai   | A new miscellany of problems, and encores for Race Track, Sim, Chomp and elevators (Eine neue Sammlung verschiedener Probleme, und Weiteres zu Race Track, Sim, Chomp und Aufzüge)                                                           |
| 1973 Juni  | Plotting the crossing number of graphs (Das Aufzeichnen der Kreuzungszahl von Graphen) |
| 1973 Juli  | Free will revisited, with a mind-bending prediction paradox by William Newcomb (Neue Betrachtungen zum freien Willen, und ein geistverwirrendes Paradox von Simon Newcomb)                                                                   |
| 1973 Aug.  | An astounding self-test of clairvoyance by Dr. Matrix (Ein erstaunlicher Selbst-Test für Hellsehen von Dr. Matrix) |
| 1973 Sept. | Problems on the surface of a sphere offer an entertaining introduction to point sets (Probleme auf der Oberfläche der Sphäre ergeben eine unterhaltsame Einführung in Punktmengen)                                                           |
| 1973 Okt.  | “Look-see” diagrams that offer visual proof of complex algebraic formulas (Diagramme die eine visuelle Erklärung komplexer algebraischer Formeln liefern)                                                                                    |
| 1973 Nov.  | Fantastic patterns traced by programmed “worms” (Fantastische Muster erzeugt von programmierten Würmern) |
| 1973 Dez.  | On expressing integers as the sum of cubes and other unsolved number-theory problems (Über ganze Zahlen als Summe von Kuben und anderer ungelöste mathematische Probleme)                                                                    |
| 1974 Jan.  | The combinatorial basis of the “I Ching,” the Chinese book of divination and wisdom (Über die kombinatorische Basis von I Ching, das chinesische Buch der Erleuchtung und Weisheit) – Cover                                                  |
| 1974 Feb.  | Cram, crosscram and quadraphage: new games having elusive winning strategies (Cram, Crosscram und Quadraphage: neue Spiele mit schwer fassbaren Gewinnstrategien)                                                                            |
| 1974 März  | Reflections on Newcomb’s problem: a prediction and free-will dilemma (Überlegungen zu Newcombs problem: eine Vorhersage und das Dilemma freien Willens)                                                                                      |
| 1974 Apr.  | Nine challenging problems, some rational and some not (Neun herausfordernde Probleme, einige rational und einige nicht) |
| 1974 Mai   | On the contradictions of time travel (Über die Widersprüche des Zeitreisens) |
| 1974 Juni  | Dr. Matrix brings his numerological Science to bear on the occult powers of the pyramid (Dr. Matrix wendet die numerologische Wissenschaft auf die okkulten Eigenschaften von Pyramiden an)                                                  |
| 1974 Juli  | On the patterns and the unusual properties of figurate numbers (Über die Muster und ungewöhnlichen Eigenschaften figurierter Zahlen) |
| 1974 Aug.  | On the fanciful history and the creative challenges of the puzzle game of tangrams (Über die interessante Geschichte und kreativen Herausforderungen des Tangram-Spiels)                                                                     |
| 1974 Sept. | More on tangrams: Combinatorial problems and the game possibilities of snug tangrams (Mehr über Tangram: kombinatorische Probleme und die Möglichkeiten von gemütlichem Tangram als Spiel)                                                   |
| 1974 Okt.  | On the paradoxical situations that arise from nontransitive relations (Über die paradoxen Situationen, die sich aus nicht-transitiven Beziehungen ergeben)                                                                                   |
| 1974 Nov.  | Some new and dramatic demonstrations of number theorems with playing cards (Einige neue und dramatische Demonstrationen von Zahlenproblemen im Kartenspiel)                                                                                  |
| 1974 Dez.  | The arts as combinatorial mathematics, or how to compose like Mozart with dice (Die Kunst kombinatorischer Mathematik, oder wie man wie Mozart komponiert mit Spielwürfeln)                                                                  |
| 1975 Jan.  | The curious magic of anamorphic art (Die merkwürdige Magie anamorphischer Kunst) – Cover |
| 1975 Feb.  | How the absence of anything leads to thoughts of nothing (Die Abwesenheit von Allem führt zu Überlegungen über das Nichts) |
| 1975 März  | From rubber ropes to rolling cubes, a miscellany of refreshing problems (Von Gummiseilen zu rollenden Kuben, eine Sammlung erfrischender Probleme)                                                                                           |
| 1975 Apr.  | Six sensational discoveries that somehow or another have escaped public attention (Sechs sensationelle Entdeckungen, die auf die eine oder andere Weise der öffentlichen Aufmerksamkeit entgangen sind)                                      |
| 1975 Mai   | On the remarkable Császár polyhedron and its applications in problem solving (Über das bemerkenswerte Csaszar-Polyeder und seine Anwendung auf das Lösen von Problemen)                                                                      |
| 1975 Juni  | Games of strategy for two players: star nim, meander, dodgem and rex (Strategiespiele für zwei Spieler: Star Nim, Meander, Dodgem und Rex)                                                                                                   |
| 1975 Juli  | On tessellating the plane with convex polygon tiles (Über die Parkettierung der Ebene mit konvexen Polygonen) |
| 1975 Aug.  | More about tiling the plane: the possibilities of polyominoes, polyiamonds, and polyhexes (Mehr über die Parkettierung der Ebene: Möglichkeiten von Polyominoes, Polyiamonds und Polyhexen)                                                  |
| 1975 Sept. | Dr. Matrix finds numerological wonders in the King James Bible (Dr. Matrix findet numerologische Wunder in der King James Bibel) |
| 1975 Okt.  | Concerning an effort to demonstrate extrasensory perception by machine (Über die Bemühung, außersinnliche Wahrnehmung mit Maschinen nachzuweisen)                                                                                            |
| 1975 Nov.  | On map projections (with special reference to some inspired ones) (Über Kartenprojektionen (mit besonderer Berücksichtigung einiger besonders Geistvollen)) – Cover                                                                          |
| 1975 Dez.  | A random assortment of puzzles, together with reader responses to earlier problems (Eine zufällige Auswahl an Puzzles, mit Antworten von Lesern zu früheren Problemen)                                                                       |
| 1976 Jan.  | A breakthrough in magic squares, and the first perfect magic cube (Ein Durchbruch bei magischen Quadraten und der erste perfekte magische Würfel)                                                                                            |
| 1976 Feb.  | Some elegant brick-packing problems, and a new order-7 perfect magic cube (Einige elegante Probleme über das Packen von Ziegeln, und einen neuen perfekten magischen Kubus der Ordnung 7)                                                    |
| 1976 März  | On the fabric of inductive logic, and some probability paradoxes (Über das Gewebe der induktiven Logik und einige Wahrscheinlichkeitsparadoxa)                                                                                               |
| 1976 Apr.  | Snarks, Boojums and other conjectures related to the four-color-map theorem (Snarks, Boojums und andere Vermutungen zum Vierfarbenproblem)                                                                                                   |
| 1976 Mai   | A few words about everything there was, is and ever will be (Einige wenige Worte über alles was war, ist und jemals sein wird) |
| 1976 Juni  | Catalan numbers: an integer sequence that materializes in unexpected places (Catalanzahlen: eine ganzzahlige Folge, die an unerwarteten Stellen auftaucht)                                                                                   |
| 1976 Juli  | Fun and serious business with the small electronic calculator (Spaß und ernste Geschäfte mit dem kleinen elektronischen Taschenrechner) |
| 1976 Aug.  | The symmetrical arrangement of the stars on the American flag and related matters (Die symmetrische Anordnung der Sterne auf der amerikanischen Flagge und ähnliche Themen)                                                                  |
| 1976 Sept. | John Horton Conway’s book covers an infinity of games (John Horton Conways Buch behandelt eine unendliche Anzahl von Spielen) |
| 1976 Okt.  | Combinatorial problems, some old, some new and all newly attacked by computer (Kombinatorische Spiele: einige alt, einige neu und alle neu von Computern in Angriff genommen)                                                                |
| 1976 Nov.  | In which DM (Dr. Matrix) is revealed as the guru of PM (Pentagonal Meditation) (In der Dr. Matrix als Guru von PM (Pentagonale Meditation) hervortritt)                                                                                      |
| 1976 Dez.  | In which “monster” curves force redefinition of the word “curve” (In der Monsterkurven eine Neudefinition des Wortes Kurve erzwingen) |
| 1977 Jan.  | Extraordinary nonperiodic tiling that enriches the theory of tiles (Eine außergewöhnliche nichtperiodische Parkettierung bereichert die Theorie der Parkettierung) – Cover                                                                   |
| 1977 Feb.  | The flip-strip sonnet, the lipogram and other mad modes of wordplay (Das Flip-Strip Sonnet, das Lipgramm und andere verrückte Arten des Wortspiels)                                                                                          |
| 1977 März  | Cornering a queen leads unexpectedly into corners of the theory of numbers (Über eine Königin die unerwartet in die Randgebiete der Zahlentheorie führt)                                                                                     |
| 1977 Apr.  | The pool-table triangle, a limerick paradox and divers other challenges (Das Billardtisch-Dreieck, ein Limerick-Paradoxon und verschiedene andere Herausforderungen)                                                                         |
| 1977 Mai   | The “jump proof” and its similarity to the toppling of a row of dominoes (Der Sprung-Beweis und seine Ähnlichkeit mit dem Umwerfen einer Reihe von Dominosteinen)                                                                            |
| 1977 Juni  | The concept of negative numbers and the difficulty of grasping it (Das Konzept negativer Zahlen und die Schwierigkeit es zu erfassen) |
| 1977 Juli  | Cutting things into equal parts leads into significant areas of mathematics (Zerlegen von Dingen in gleiche Teile führt auf bedeutende Gebiete der Mathematik)                                                                               |
| 1977 Aug.  | A new kind of cipher that would take millions of years to break (Eine neue Art von Geheimcode dessen Lösung Millionen Jahre erfordert) |
| 1977 Sept. | On conic sections, ruled surfaces and other manifestations of the hyperbola (Über Kegelschnitte, Regelflächen und andere Erscheinungsformen der Hyperbel)                                                                                    |
| 1977 Okt.  | On playing New Eleusis, the game that simulates the search for truth (Über das Spiel von Neu-Eleusis, ein Spiel das die Suche nach Wahrheit simuliert)                                                                                       |
| 1977 Nov.  | In which joining sets of points by lines leads into diverse (and diverting) paths (In dem die Verbindung von Punkten zu Linien zu verschiedenen (und abweichenden) Wegen führt)                                                              |
| 1977 Dez.  | Dr. Matrix goes to California to apply punk to rock study (Dr. Matrix geht nach Kalifornien um Punkt auf das Studium des Rock anzuwenden) |
| 1978 Jan.  | The sculpture of Miguel Berrocal can be taken apart like an interlocking mechanical puzzle (Die Skulptur von Miguel Berrocal kann zerlegt werden wie ein ineinandergreifendes mechanisches Puzzle)                                           |
| 1978 Feb.  | On checker jumping, the Amazon game, weird dice, card tricks and other playful pastimes (Über Damespiel-Sprünge, das Amazonen-Spiel, merkwürdige Würfel, Kartentricks und andere spielerische Zeitvertreibe)                                 |
| 1978 März  | Count Dracula, Alice, Portia and many others consider various twists of logic (Graf Dracula, Alice, Portia und viele andere betrachten verschiedene logische Wendungen)                                                                      |
| 1978 Apr.  | White and brown music, fractal curves and one-over-f fluctuations (Weiße und braune Musik, fraktale Kurven und 1/f-Schwankungen) – Cover |
| 1978 Mai   | The Bells: versatile numbers that can count partitions of a set, primes and even rhymes (Die Bellschen: vielseitige Zahlen, die Zerlegungen einer Menge, Primzahlen und sogar Reime zählen können)                                           |
| 1978 Juni  | A mathematical zoo of astounding critters, imaginary and otherwise (Ein mathematischer Zoo erstaunlicher Lebewesen, imaginäre und sonstige)                                                                                                  |
| 1978 Juli  | On Charles Sanders Peirce: philosopher and gamesman (Über Charles Sanders Peirce: Philosoph und Spieler) |
| 1978 Aug.  | A Möbius band has a finite thickness, and so it is actually a twisted prism (Ein Möbiusbands hat endliche Dicke und ist deshalb eigentlich ein verdrehtes Prisma)                                                                            |
| 1978 Sept. | Puzzling over a problem-solving matrix, cubes of many colors and three-dimensional dominoes (Rätseln über eine Problemlöse-Matrix, Würfel mit vielen Farben und dreidimensionale Dominos)                                                    |
| 1978 Okt.  | Puzzles and number-theory problems arising from the curious fractions of ancient Egypt (Rätsel und zahlentheoretische Probleme aus den Brüchen der alten Ägypter)                                                                            |
| 1978 Nov.  | In which a mathematical aesthetic is applied to modern minimal art (In dem mathematische Ästhetik auf die moderne Minimal Art angewandt wird)                                                                                                |
| 1978 Dez.  | Is it a superintelligent robot or does Dr. Matrix ride again? (Ist es ein superintelligenter Roboter oder wieder Dr. Matrix ?) |
| 1979 Jan.  | The diverse pleasures of circles that are tangent to one another (Die unterschiedlichen Freuden von Kreisen die einander berühren) |
| 1979 Feb.  | About rectangling rectangles, parodying Poe and many another pleasing problem (Über Rechteck rechtzuecken, Parodieren von Poe, und andere Unterhaltungsprobleme)                                                                             |
| 1979 März  | On altering the past, delaying the future and other ways of tampering with time (Über das Verändern der Vergangenheit, das Verzögern der Zukunft und andere Arten die Zeit zu manipulieren)                                                  |
| 1979 Apr.  | In which players of Tic-tac-toe are taught to hunt bigger game (In dem Spieler von Tic-Tac-Toe lernen ein größeres Wild zu verfolgen) |
| 1979 Mai   | How to be a psychic, even if you are a horse or some other animal (Wie man mit übersinnlicher Wahrnehmung begabt wird, auch wenn man ein Pferd oder ein anderes Tier ist)                                                                    |
| 1979 Juni  | Chess problems on a higher plane, including mirror images, rotations and the superqueen (Schachprobleme auf höherer Ebene, einschließlich Spiegelbilder und die Superkönigin)                                                                |
| 1979 Juli  | Douglas R. Hofstadter’s “Gödel, Escher, Bach” (Douglas R. Hofstadters „Gödel, Escher, Bach“) |
| 1979 Aug.  | The imaginableness of the imaginary numbers (Die Imaginierbarkeit der imaginären Zahlen) |
| 1979 Sept. | In some patterns of numbers or words there may be less than meets the eye (In einigen Zahlmustern mag weniger sein als man sieht) |
| 1979 Okt.  | Some packing problems that cannot be solved by sitting on the suitcase (Einige Packprobleme die man nicht lösen kann wenn man auf dem Koffer sitzt)                                                                                          |
| 1979 Nov.  | The random number omega bids fair to hold the mysteries of the universe (Die Zufallszahl Omega könnte die Geheimnisse des Universums enthalten)                                                                                              |
| 1979 Dez.  | A pride of problems, including one that is virtually impossible (Eine Vorzeigeliste von Problemen, einschließlich eines das buchstäblich unlösbar ist)                                                                                       |
| 1980 Jan.  | Checkers, a game that can be more interesting than one might think (Das Damespiel, ein Spiel das interessanter sein kann als man denkt) |
| 1980 Feb.  | The coloring of unusual maps leads into uncharted territory (Das Färben ungewöhnlicher Karten führt in unbekanntes Territorium) |
| 1980 März  | Graphs that can help cannibals, missionaries, wolves, goats and cabbages get there from here (Graphen die helfen können Kannibalen, Missionaren, Wölfen, Ziegen und Kohlköpfe von hier nach dort zu bringen)                                 |
| 1980 Apr.  | Fun with eggs: uncooked, cooked and mathematic (Spaß mit Eiern: ungekocht, gekocht und mathematische) |
| 1980 Mai   | What unifies dinner guests, strolling schoolgirls and handcuffed prisoners? (Was verbindet Abendgäste, spazierengehende Schulmädchen und Gefangene in Handschellen ?)                                                                        |
| 1980 Juni  | The capture of the monster: a mathematical group with a ridiculous number of elements (Das Einfangen des Monsters: eine mathematische Gruppe mit einer unglaublichen Zahl von Elementen)                                                     |
| 1980 Juli  | The pleasures of doing Science and technology in the planiverse (Die Freuden der Wissenschaft und Technik im Flachland) |
| 1980 Aug.  | On the fine art of putting players, pills and points into their proper pigeonholes (Die Kunst Spieler, Pillen und Punkte in ihre zugehörigen Schubladen einzuordnen)                                                                         |
| 1980 Sept. | Dr. Matrix, like Mr. Holmes, comes to an untimely and mysterious end (Dr. Matrix findet wie Mr. Holmes ein unzeitiges und mysteriöses Ende)                                                                                                  |
| 1980 Okt.  | From counting votes to making votes count: the mathematics of elections (Vom Stimmzählen bis zu Methoden, Stimmen Gewicht zu verleihen: Die Mathematik von Wahlen)                                                                           |
| 1980 Nov.  | Taxicab geometry offers a free ride to a non-Euclidean locale (Taxicab-Geometrie bietet eine Freifahrt zu einem nichteuklidischen Ort) |
| 1980 Dez.  | Patterns in primes are a clue to the strong law of small numbers (Primzahlmuster weisen auf das starke Gesetz kleiner Zahlen) |
| 1981 Feb.  | Gauss’s congruence theory was mod as early as 1801 (Die Kongruenztheorie von Gauss war mod schon so früh wie 1801) |
| 1981 Apr.  | How Lavinia finds a room on University Avenue, and other geometric problems (Wie Lavinia eine Wohnung in University Avenue findet und andere geometrische Probleme)                                                                          |
| 1981 Juni  | The inspired geometrical symmetries of Scott Kim (Die anregenden geometrischen Symmetrien von Scott Kim) |
| 1981 Aug.  | The abstract parabola fits the concrete world (Die abstrakte Parabel beschreibt die wirkliche Welt) |
| 1981 Okt.  | Euclid’s parallel postulate and its modern offspring (Euklids Parallelenpostulat und seine modernen Nachkommen) |
| 1981 Dez.  | The Laffer curve and other laughs in current economics (Die Laffer-Kurve und andere Scherze der gegenwärtigen Wirtschaftswissenschaft) |
| 1983 Aug.  | Tasks you cannot help finishing no matter how hard you try to block finishing them (Aufgaben, deren Lösung man nicht befördern kann egal wie hart man versucht ihre Lösung zu blockieren)                                                    |
| 1983 Sept. | The topology of knots, plus the results of Douglas Hofstadter’s Luring Lottery (Die Topologie von Knoten, plus den Ergebnissen von Douglas Hofstadters Lotterie)                                                                             |
| 1986 Juni  | Casting a net on a checkerboard and other puzzles of the forest (Werfen eines Netzes auf einem Schachbrett und andere Rätsel des Waldes) |

## Andere Artikel von Gardner im Scientific American
Gardner schrieb fünf weitere Artikel für Scientific American. Sein Flexagon-Artikel im Dezember 1956 war sozusagen der erste Artikel in der Reihe der Mathematical-Games-Kolumnen und führte direkt zu der Reihe, die im folgenden Monat begann. Diese fünf Artikel sind unten aufgeführt.
| date      | Title                                                                                             |
| --------- | ------------------------------------------------------------------------------------------------- |
| 1952 März | Logic Machines (Logische Maschinen)                                                               |
| 1956 Dez. | Flexagons (Flexagone)                                                                             |
| 1967 Jan. | Can Time go Backward? (Kann die Zeit rückwärts laufen ?)                                          |
| 1998 Aug. | A Quarter-Century of Recreational Mathematics (Ein Vierteljahrhundert Unterhaltungsmathematik)    |
| 2007 März | Is Beauty Truth and Truth Beauty? [book review] (Ist Schönheit Wahrheit und Wahrheit Schönheit ?) |